# هنات خوتكيفيتش
هنات مارتينوفيتش خوتكيفيتش (بالأوكرانية: Гнат Мартинович Хоткевич)‏ (31 ديسمبر 1877 - 8 أكتوبر 1938) كان كاتبًا أوكرانيًا وإثنوغرافيًا وكاتبًا مسرحيًا وملحنًا وعالم موسيقى وعازف باندورا.
كان خوتكيفيتش رجلاً من عصر النهضة وكان متعدد المواهب. على الرغم من أنه دُرِّب كمهندس محترف، إلا أنه يُعرف أكثر كشخصية أدبية أوكرانية غزيرة الإنتاج، وأيضًا باعتباره كاتبا مسرحيا وملحنا وعالما إثنوغرافيا، وأبا للباندورا الحديثة. 

## النشأة والتعليم
ولد خوتكيفيتش في خاركيف عام 1877. كانت والدته عاملة منزلية، ولا يُعرف الكثير عن والده، الذي ترك الأسرة في منتصف ثمانينيات القرن التاسع عشر. عندما كان شابًا تعلم العزف على البيانو والكمان وتعلم لاحقًا العزف على الباندورا من خلال مراقبة الكوبزار [الإنجليزية] المكفوفين في المنطقة. أكمل دراساته الجامعية في الهندسة في معهد خاركيف للفنون التطبيقية في عام 1900، ثم عمل مهندسًا للسكك الحديدية. 

## الأدب
بدأ خوتكيفيتش الكتابة كطالب، ونشر قصته الأولى عام 1897، "السيدة الجورجية". في وقت لاحق نشر "الابن الضال" (1898)، و"تماثلات الحياة" (1901)، و"جبل أكواريل" (1914). كان أول عمل ناجح له رواية عن الحياة في جبال كاربات، وهي "الروح الحجرية"، والتي نُشرت في عام 1911. تبعتها عدة روايات أخرى. نُشرت مجموعة من ثمانية مجلدات من كتاباته عام 1928؛  وقد فُقدت العديد من أعماله غير المنشورة.
أدرج خوتكيفيتش المواد الفولكلورية والإثنوغرافية الأصلية، ولا سيما الأغاني الشعبية والحكايات والعادات وحتى الاختلافات الديالكتيكية واللغوية في المنطقة أو الوقت الذي كان يكتب عنه. شمل العديد من جوانب الأسلوب الحداثي المشهور في أوكرانيا في ذلك الوقت.

### الترجمات الإنجليزية
تشمل الترجمات الإنجليزية لأعمال حنات خوتكيفيتش ما يلي:
- قصص قصيرة: "الإضراب عن الطعام"، "في بلد حر ص. 260"، "الثلاثة"، "مواجهة الباب"، " كان يجب أن يكون هكذا". [3]

## المسرح

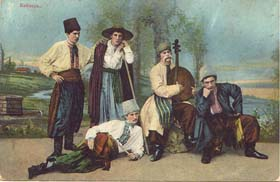
خوتكيفيتش يلعب على الباندورا في مسرحية للطلاب عام 1899

عندما كان شابًا، أتيحت له فرصة مشاهدة عدد من العروض المسرحية في خاركيف. وقد تأثر بهذه العروض لدرجة أنه نظم في الصيف مسرحًا في قرية ديرهاتشي للفلاحين.
في عام 1903 قام بتنظيم مسرح العمال الأوكراني في خاركيف والذي كان أيضًا ناجحًا كثيرًا. أنتج وكتب أكثر من 50 مسرحية. نظرًا لأن أنشطته تناولت القضايا الاجتماعية والوطنية، فقد أُجبر على الهجرة في عام 1905 إلى غاليتشينا (جزء من أوكرانيا الغربية) التي كانت في ذلك الوقت تحت الحكم النمساوي المجري.
في عام 1910 أثناء وجوده في غاليتشينا، قام مرة أخرى بتنظيم فرقة مسرحية مكونة من مجموعة هوتسول [الإنجليزية] الأُميين الذين حققوا نجاحًا كبيرًا في جولة في غرب أوكرانيا لأداء المسرحيات الإثنوغرافية التي ابتكرها.
في عام 1912 عاد إلى خاركيف وبعد إطلاق سراحه من السجن جدد أنشطة مسرح خاركيف الأوكراني حتى نفيه الداخلي إلى روسيا في عام 1914.
واصل كتابة المسرحيات، وكان أكثرها إثارة للاهتمام هو عمل عم بوهدان خميلينتسكي الذي يؤرخ لحياة وأوقات زعيم كوزاك الشهير في منتصف القرن السابع عشر.
في عام 1936 لعب دورا في فيلم (Nazar Stodolya)، الذي ظهر عام 1937، ولكن بعد أن عُرض لفترة وجيزة لمدة أسبوعين تمت إزالته من العروض.
كتب خوتكيفيتش عددًا من الدراسات حول تاريخ المسرح في أوكرانيا مثل "المسرح الشعبي في غاليسيا" و "المسرح عام 1848".

## الاضطهاد
كإثنوغرافي، عاني من الاضطهاد الذي عانى منه الكوبزار العُمي من الشرطة القيصرية كلما زاروا المدينة. تعرض للاضطهاد من قبل السلطات القيصرية بسبب ارتباطه بالثقافة الأوكرانية والباندورا. تم عزله من الدراسة عام 1899، وفي عام 1905 أُجبر على الهجرة.
عندما عاد من النمسا والمجر، تبعته الشرطة وسُجن، ومع اندلاع الحرب العالمية الأولى، أُجبر على النفي الداخلي إلى روسيا.
منذ عام 1928، واجه خوتكيفيتش مرة أخرى صعوبات في جميع مساعيه في النشر. في البداية، بدأت المخطوطات تختفي في دور النشر وفي البريد. كان يجب تقديم الأعمال ثلاث أو أربع مرات، ثم يتم تخريبها في كثير من الأحيان في دور النشر. كتب خوتكيفيتش العديد من الرسائل للشكوى، لكن لم يتم عمل الكثير.
منذ عام 1931، عانى من العديد من الهجمات الشخصية في الصحافة السوفيتية، مما أدى في النهاية إلى حظر كل موسيقاه وكتاباته في عام 1932 وفقده جميع الوظائف.
في عام 1933، عانت عائلته من الجوع خلال المجاعة الكبرى، حيث لم يُمنح البطاقات التموينية لأنه كان عاطلاً عن العمل رسميًا. في عام 1934 حاول شخص ما قتله بدفعه تحت عجلات قطار. ونتيجة لذلك، نُقل إلى المستشفى لفترة مع إصابات متوسطة الخطورة في ساقه.
في فبراير 1938، أثناء التطهير الكبير، اُعْتُقِل وعُذِّبَ. في عام 1938، حكمت محكمة المفوضية الشعبية للشؤون الداخلية في خاركيف بإطلاق النار عليه ومصادرة ممتلكاته. تم تنفيذ الإعدام في 8 أكتوبر 1938  ودُفن جسده في مقبرة جماعية في ضواحي خاركيف.
ذكرت المصادر السوفيتية في البداية خطأً أنه أُرسل إلى سيبيريا لمدة 10 سنوات دون أن يكون له الحق في المراسلة. صدرت شهادات وفاة مزورة تفيد بأنه توفي عام 1943.

## تشريح الجثة
أعادت الحكومة السوفيتية إعادة تأهيل [الإنجليزية] خوتكيفيتش سياسيًا في عام 1956؛ ومع ذلك، تمت إعادة نشر جزء صغير فقط من إنتاجه الأدبي. في عام 1977، على الرغم من كونه مدرجا في قائمة اليونسكو للشخصيات الثقافية البارزة التي سيتم إحياء ذكراها، لم يتم نشر أي شيء.
في أوكرانيا ما بعد 1991 أعيد نشر العديد من أعمال هذا المؤلف ووجدت العديد من المخطوطات طريقها من الأرشيف إلى المنشورات، ويرجع ذلك أساسًا إلى جهود مؤسسة خوتكيفيتش في خاركيف.
في عام 1989 تم إنتاج فيلم مُقتبس من كتاب خوتكيفيتش (Kaminna dusha)، من إخراج ستانيسلاف كليمينكو. تم إنتاج فيلم وثائقي عن حياة خوتكيفيتش بعنوان (Sledovat 'na sever mozhet) في عام 1991.

## روابط خارجية
- هنات خوتكيفيتش على موقع ديسكوغز (الإنجليزية)